# Giuseppe Alaleona
Giuseppe Alaleona (Macerata, 20 maggio 1670 – Padova, 5 aprile 1749) è stato un letterato italiano, fu giureconsulto professore di leggi a Macerata e poi luogotenente del Governatore della Marca  monsignor Antonio Vidman Veneziano.
Nel 1718 fu Auditore di Rota a Perugia, nel 1721 fu eletto Lettore di Padova nella Cattedra dell'Istituto dove, nel 1728, occupò anche la Prima Cattedra del Diritto Cesareo.

## Opere
- Vagliatura tra Bajone e Ciancione Mugnai della lettera toccante le considerazioni sulla maniera di ben pensare (1741);
- Orazione con varie poesie su Violante Principessa di Toscana;
- Praelectio ad Titulum Institutionis De haereditate  quae ab intestato...;
- Dissertazioni.